# Sergio Hernández Von Rekowski
Sergio Hernández Von Rekowski (Jávea, España; 6 de diciembre de 1983) es un expiloto español de carreras de automovilismo. Participó en el WTCC donde fue campeón del trofeo de Independientes en 2008 y 2010.

## Carrera

### Inicios
Influenciado por sus padres, comienza su carrera en el karting junto a su hermana Vanessa en 1994, donde se mantiene hasta 2001 sin grandes logros. En 2001 realiza su paso a monoplazas en Portugal, dentro de la Fórmula BMW Junior Cup donde queda octavo. Allí ese mismo año disputa las dos últimas rondas de la Fórmula Novis, escalón portugués superior a la BMW, siendo compañero de equipo de Andy Soucek en Azteca Motorsport.

### F3, World Series y GP2
Esa relación con la escudería de Javier Morcillo duraría dos años más, donde Sergio participó en la clase secundaria de la Fórmula 3 Británica y en el Campeonato de España de F3, logrando un podio en cada temporada. En 2004 disputaría además las 4 últimas carreras de la World Series Light, para dar un paso más con la World Series by Nissan de cara a 2004. Sin embargo, volvió a empezar la temporada en la F3 Española, este año con Adrián Campos, quien le ofreció un programa para escalar con ellos a la GP2 Series el año siguiente. A pesar de ello, acabó disputando paralelamente la segunda mitad de la temporada de la Nissan con la escudería francesa Saulnier Racing sin buenos resultados. En la F3 logró completar su mejor temporada con una sexta posición final en el campeonato.
En 2005 por lo tanto, participa en la primera temporada de la GP2 Series con Campos Racing, debido al pobre rendimiento del equipo sólo logra sumar 3 puntos y termina en el puesto vigésimo del campeonato. Para la temporada 2006 de GP2 Series pasa a la escudería italiana Durango donde termina solamente con 1 punto en el 23.er lugar. La siguiente temporada volvería a aparecer en la última ronda disputada en el Circuit Ricardo Tormo con Trident Racing, donde quedó decimonoveno en la carrera larga del sábado y en la corta del domingo se retiró.

### GTs y WTCC

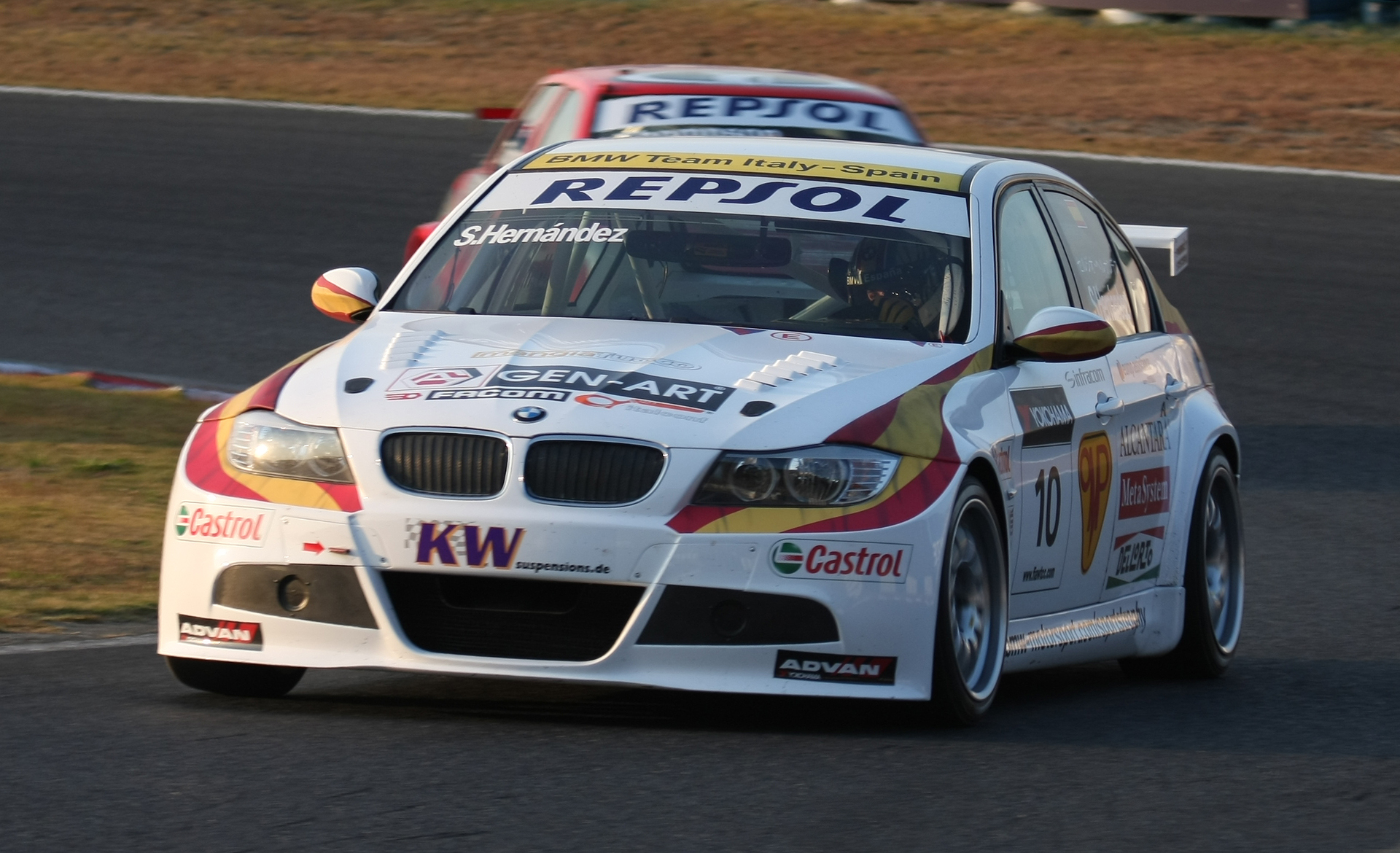
Sergio Hernández pilotando su BMW oficial en la ronda de Japón de 2009.

En 2006 Sergio debutó en los GT, concretamente en el Campeonato de España de GT, donde en la categoría GTA lograría la primera victoria de su trayectoria deportiva, seguiría completando carreras en esta disciplina en 2007 y 2008. En 2007 además, participó en la Le Mans Series donde lograría una victoria en la categoría GT2 en el Autodromo Nazionale di Monza junto a sus compañeros italianos a bordo de un Ferrari F430 GT.
Siguiendo un camino similar al del también valenciano Félix Porteiro, tras la GP2 en 2007 pasa al World Touring Car Championship (WTCC) con el equipo Proteam pilotando un BMW 320si privado. Nuevamente sin grandes resultados debido a la falta de experiencia, sumado a perderse dos rondas en la primera mitad del campeonato le hacen terminar vigésimo con solo un punto. En el trofeo de independientes, queda en cuarta plaza esta temporada. 
En 2008 siguió con el equipo privado Proteam y esta vez logra proclamarse campeón (a falta de la última cita en Macao) del trofeo Yokohama que se otorga al mejor piloto que compite como 'independiente' del WTCC, quedando por delante de su compañero de equipo, Stefano D´Aste y del subcampeón Franz Engstler. Este título le valió para ganarse un asiento del BMW 320si oficial del equipo BMW Italy-Spain sustituyendo a Félix Porteiro. Con ellos lograría su única victoria absoluta en cuatro temporadas en la categoría, en el Autódromo de Brno. A nivel general el rendimiento del equipo no fue el esperado y BMW cerró el programa tras 4 temporadas en el mundial. Debido a ello se quedó sin equipo oficial y en 2010 optó por regresar a Proteam, donde logra de nuevo ganar el trofeo de independientes y de nuevo con Franz Engstler como su máximo rival. Proteam lograría además el Trofeo Yokohama al mejor equipo independiente. 
En 2011 Campos Racing anuncia su ambiciosa intención de entrar en la Temporada 2011 de Superstars Series con Sergio e Isaac Tutumlu como pilotos, tras tres rondas Campos no ve viable seguir en el campeonato y Sergio sólo disputa dos carreras más en la quinta ronda, siendo hasta la fecha su última participación en una competición automovilística.

## Vida personal
Tras desaparecer de los circuitos Sergio volvió a su Jávea natal donde lleva varias empresas locales relacionadas con el sector turístico, concretamente una agencia de viajes, una inmobiliaria y dos empresas de aquileres.

## Resumen de trayectoria
| Temporada | Series                            | Escudería                   | Carreras | Victorias | Poles | VR | Podios | Puntos | Pos. |
| --------- | --------------------------------- | --------------------------- | -------- | --------- | ----- | -- | ------ | ------ | ---- |
| 2001      | Fórmula BMW Junior Cup Iberia     | ?                           | ?        | ?         | ?     | ?  | ?      | 215    | 8.º  |
| 2001      | Fórmula Novis Portugal            | Azteca Motorsport           | 4        | ?         | ?     | ?  | ?      | ?      | ?    |
| 2002      | Campeonato de España de F3        | Azteca Motorsport           | 3        | 0         | 0     | 0  | 1      | 109    | 9.º  |
| 2002      | 1000km Hyundai                    | Interclub Alicante          |          |           |       |    |        |        | ?    |
| 2003      | Campeonato de España de F3        | Azteca Motorsport           | 12       | 0         | 0     | 0  | 1      | 103    | 7.º  |
| 2003      | Fórmula 3 Británica - Escolar     | Azteca Motorsport           | 6        | 0         | 0     | 0  | 0      | 30     | 8.º  |
| 2003      | World Series Light                | RC Motorsport               | 4        | 0         | 0     | 0  | 0      | 12     | 13.º |
| 2004      | Campeonato de España de F3        | Adrián Campos Motorsport    | 13       | 0         | 0     | 0  | 1      | 41     | 6.º  |
| 2004      | World Series by Nissan            | Saulnier Racing             | 9        | 0         | 0     | 0  | 0      | 22     | 13.º |
| 2004      | 1000km Hyundai                    | ?                           |          |           |       |    |        |        | 4.º  |
| 2005      | GP2 Series                        | Campos Racing               | 24       | 0         | 0     | 0  | 0      | 3      | 20.º |
| 2006      | GP2 Series                        | Durango                     | 21       | 0         | 0     | 0  | 0      | 1      | 23.º |
| 2006      | Campeonato de España de GT - GTA  | GPC Sport                   | 5        | 1         | ?     | 0  | 2      | 18     | 14.º |
| 2007      | WTCC                              | Scuderia Proteam Motorsport | 17       | 0         | 0     | 0  | 0      | 1      | 20.º |
| 2007      | Le Mans Series - LMGT2            | GPC Sport                   | 3        | 1         | ?     | ?  | 2      | 18     | 9.º  |
| 2007      | Campeonato de España de GT - GTA  | GPC Sport                   | 4        | 0         | ?     | 1  | 1      | 8      | 18.º |
| 2007      | GP2 Series                        | Trident Racing              | 2        | 0         | 0     | 0  | 0      | 0      | 36.º |
| 2008      | WTCC                              | Scuderia Proteam Motorsport | 24       | 0         | 0     | 0  | 1      | 9      | 16.º |
| 2008      | Campeonato de España IberGT - GTA | RSV Motorsport              | 5        | 0         | ?     | 1  | 3      | 24     | 8.º  |
| 2009      | WTCC                              | BMW Team Italy/Spain        | 23       | 1         | 1     | 1  | 1      | 36     | 11.º |
| 2010      | WTCC                              | Scuderia Proteam Motorsport | 22       | 0         | 0     | 0  | 0      | 9      | 16.º |
| 2011      | Superstars Series                 | Campos Racing               | 8        | 0         | 0     | 0  | 0      | 5      | 20.º |
| Fuente:   |                                   |                             |          |           |       |    |        |        |      |

## Resultados

### GP2 Series
(Clave) (negrita indica pole position) (cursiva indica vuelta rápida puntuable)

| Año  | Escudería      | 1   | 1   | 2   | 2   | 3   | 3   | 4   | 4   | 5   | 5   | 6   | 6   | 7   | 7   | 8   | 8   | 9   | 9   | 10  | 10  | 11  | 11  | 12  | 12  | Pos. | Puntos | Ref.   |
| ---- | -------------- | --- | --- | --- | --- | --- | --- | --- | --- | --- | --- | --- | --- | --- | --- | --- | --- | --- | --- | --- | --- | --- | --- | --- | --- | ---- | ------ | ------ |
| 2005 | Campos Racing  | IMO | IMO | BAR | BAR | MON | MON | NÜR | NÜR | MAG | MAG | SIL | SIL | HOC | HOC | BUD | BUD | EST | EST | MNZ | MNZ | SPA | SPA | SAK | SAK | 20.º | 3      | [ 15 ] |
| 2005 | Campos Racing  | 11  | 8   | Ret | 18† | 8   | 8   | 15  | 5   | 13  | 14  | 16  | 12  | Ret | 19  | Ret | 18† | Ret | 20† | Ret | 7   | Ret | 20† | 15  | 18  | 20.º | 3      | [ 15 ] |
| 2006 | Durango        | VAL | VAL | IMO | IMO | NÜR | NÜR | BAR | BAR | MON | MON | SIL | SIL | MAG | MAG | HOC | HOC | BUD | BUD | EST | EST | MNZ | MNZ |     |     | 23.º | 1      | [ 16 ] |
| 2006 | Durango        | Ret | Ret | Ret | 13  | 12  | Ret | Ret | 13  | 8   | 8   | 10  | EX  | 14  | 11  | 10  | NC  | Ret | Ret | 11  | 10  | 13  | Ret |     |     | 23.º | 1      | [ 16 ] |
| 2007 | Trident Racing | SAK | SAK | BAR | BAR | MON | MON | MAG | MAG | SIL | SIL | NÜR | NÜR | BUD | BUD | EST | EST | MNZ | MNZ | SPA | SPA | VAL | VAL |     |     | 36.º | 0      | [ 17 ] |
| 2007 | Trident Racing |     |     |     |     |     |     |     |     |     |     |     |     |     |     |     |     |     |     |     |     | Ret | 19  |     |     | 36.º | 0      | [ 17 ] |